# Cyclophyllum merrillianum
Cyclophyllum merrillianum är en måreväxtart som beskrevs av André Guillaumin. Cyclophyllum merrillianum ingår i släktet Cyclophyllum och familjen måreväxter.
Artens utbredningsområde är Nya Kaledonien. Inga underarter finns listade i Catalogue of Life.